# Врело (Бабушница)
Врело је насеље у Србији у општини Бабушница у Пиротском округу. Према попису из 2022. био је 31 становник.

## Прошлост
Када је 1879. године пописан Власотиначки срез, у припадајућем месту Врелу било је следеће стање: у 47 кућа живело је 313 душа, писмених становника није било а број пореских глава износио је 70.

## Демографија
У насељу Врело живи 137 пунолетних становника, а просечна старост становништва износи 58,1 година (55,9 код мушкараца и 60,1 код жена). У насељу има 67 домаћинстава, а просечан број чланова по домаћинству је 2,10.
Ово насеље је великим делом насељено Србима (према попису из 2002. године), а у последња три пописа, примећен је пад у броју становника.
|  |

| Демографија | Демографија | Демографија |
| Година      | Становника  | Становника  |
| ----------- | ----------- | ----------- |
| 1948.       | 364         |             |
| 1953.       | 569         |             |
| 1961.       | 638         |             |
| 1971.       | 545         |             |
| 1981.       | 425         |             |
| 1991.       | 247         | 247         |
| 2002.       | 141         | 141         |
| 2011.       | 78          |             |
| 2022.       | 31          |             |

| Година пописа     | 1948. | 1953. | 1961. | 1971. | 1981. | 1991. | 2002. |
| ----------------- | ----- | ----- | ----- | ----- | ----- | ----- | ----- |
| Број домаћинстава | 66    | 96    | 117   | 123   | 127   | 97    | 67    |

| Број чланова      | 1  | 2  | 3  | 4 | 5 | 6 | 7 | 8 | 9 | 10 и више | Просек |
| ----------------- | -- | -- | -- | - | - | - | - | - | - | --------- | ------ |
| Број домаћинстава | 20 | 31 | 10 | 4 | 0 | 1 | 1 | 0 | 0 | 0         | 2,10   |

| Пол    | Укупно | Неожењен/Неудата | Ожењен/Удата | Удовац/Удовица | Разведен/Разведена | Непознато |
| ------ | ------ | ---------------- | ------------ | -------------- | ------------------ | --------- |
| Мушки  | 68     | 15               | 48           | 4              | 1                  | 0         |
| Женски | 69     | 2                | 46           | 20             | 1                  | 0         |
| УКУПНО | 137    | 17               | 94           | 24             | 2                  | 0         |

| Пол    | Укупно                    | Пољопривреда, лов и шумарство | Рибарство                            | Вађење руде и камена | Прерађивачка индустрија       |
| ------ | ------------------------- | ----------------------------- | ------------------------------------ | -------------------- | ----------------------------- |
| Мушки  | 32                        | 21                            | 0                                    | 0                    | 1                             |
| Женски | 21                        | 20                            | 0                                    | 0                    | 1                             |
| УКУПНО | 53                        | 41                            | 0                                    | 0                    | 2                             |
| Пол    | Производња и снабдевање   | Грађевинарство                | Трговина                             | Хотели и ресторани   | Саобраћај, складиштење и везе |
| Мушки  | 0                         | 9                             | 1                                    | 0                    | 0                             |
| Женски | 0                         | 0                             | 0                                    | 0                    | 0                             |
| УКУПНО | 0                         | 9                             | 1                                    | 0                    | 0                             |
| Пол    | Финансијско посредовање   | Некретнине                    | Државна управа и одбрана             | Образовање           | Здравствени и социјални рад   |
| Мушки  | 0                         | 0                             | 0                                    | 0                    | 0                             |
| Женски | 0                         | 0                             | 0                                    | 0                    | 0                             |
| УКУПНО | 0                         | 0                             | 0                                    | 0                    | 0                             |
| Пол    | Остале услужне активности | Приватна домаћинства          | Екстериторијалне организације и тела | Непознато            | Непознато                     |
| Мушки  | 0                         | 0                             | 0                                    | 0                    | 0                             |
| Женски | 0                         | 0                             | 0                                    | 0                    | 0                             |
| УКУПНО | 0                         | 0                             | 0                                    | 0                    | 0                             |

| Етнички састав према попису из 2002.‍ | Етнички састав према попису из 2002.‍ | Етнички састав према попису из 2002.‍ | Етнички састав према попису из 2002.‍ | Етнички састав према попису из 2002.‍ |
| ------------------------------------ | ------------------------------------ | ------------------------------------ | ------------------------------------ | ------------------------------------ |
|                                      |                                      |                                      |                                      |                                      |
| Срби                                 | Срби                                 |                                      | 140                                  | 99,29%                               |
| Хрвати                               | Хрвати                               |                                      | 1                                    | 0,70%                                |

| Етнички састав према попису из 2022.‍ | Етнички састав према попису из 2022.‍ | Етнички састав према попису из 2022.‍ | Етнички састав према попису из 2022.‍ | Етнички састав према попису из 2022.‍ |
| ------------------------------------ | ------------------------------------ | ------------------------------------ | ------------------------------------ | ------------------------------------ |
|                                      |                                      |                                      |                                      |                                      |
| Срби                                 | Срби                                 |                                      | 7                                    | 22,6%                                |
| неизјашњени                          | неизјашњени                          |                                      | 15                                   | 48,4%                                |
| непознато                            | непознато                            |                                      | 9                                    | 29%                                  |